# Franz Grothe
Franz Grothe, född 17 september 1908 i Berlin-Treptow, död 7 september 1982, var en tysk kompositör, dirigent och musiker (piano).

## Kompositioner
- Musiken till den tyska sången Wieder wird es Frühling, som framförs i filmen Svarta rosor